# Nhạc cụ người dân tộc thiểu số Việt Nam

## Alal
Alal là tên gọi theo tiếng Ba Na, dùng để chỉ nhạc cụ hơi có lưỡi gà rung tự do, khá phổ biến trong cộng đồng người Ba Na và một số dân tộc khác tại Việt Nam.

## Aráp
Aráp là một bộ chiêng quý của người Bâhnar và Giơ Rai ở Việt Nam. Nhiều dân tộc ở Tây nguyên cũng sử dụng bộ chiêng này với tên gọi khác nhau. Người Ca dong gọi là h'leng goong, người Rơ măm gọi là guông t'gạt, người Stră gọi là guông chiêng...

## Bẳng bu
Bẳng bu là nhạc cụ hơi làm bằng tre phổ biến ở nhiều dân tộc vùng Tây Bắc, Việt Nam. Cái tên của nó xuất phát từ tiếng Thái. Nhạc cụ này dành riêng cho nữ giới, thường được dùng trong các nghi lễ mang đậm tính phồn thực, cầu mong cuộc sống bình yên và mùa màng bội thu.

## Bro
Bro là nhạc dây phổ biến trong một số dân tộc Tây Nguyên ở Việt Nam. Người Bâhnar, xê Đăng, giơ Rai và Giẻ Triêng thường sử dụng nhạc cụ này.

## Chênh Kial
Chênh Kial là nhạc cụ tự thân vang khi va đập. Cái tên của nó xuất phát từ tiếng Bâhnar tin rằng trong mỗi ống của chênh kial có những vị thần trẻ con reo vui khi gió thổi. Những vị thần này là con của thần gió nên khi gặp gió các thần rất vui mừng. Người treo chênh kial lên đầu hồi nhà Rông để cầu đừng ngưng gió vì nếu không có gió trời sẽ đổ mưa không sớm thì muộn.

## Chul
Chul là loại sáo phổ biến trong vài cộng đồng dân tộc ở Tây Nguyên, nhất là người Ba Na và Giơ Rai. Đây là loại sáo dành cho nam giới. Các chàng trai sử dụng sáo này để tỏ tình với các cô gái.

## Cồng, chiêng
Cồng, chiêng là nhạc cụ dân tộc thuộc bộ gõ, được làm bằng đồng thau, hình tròn như chiếc nón quai thao, đường kính từ 20 cm (loại nhỏ) cho đến 60 cm (loại to), ở giữa có hoặc không có núm. Người Gia Rai, Ê Đê và Hrê gọi cả cồng lẫn chiêng là "chinh", còn người Triêng gọi cồng là "chênh goong" (loại có núm), gọi chiêng là "chênh hân" (không núm). Nhìn chung, còn khá nhiều cách gọi và phân biệt giữa hai nhạc cụ có núm và không núm này.

## Cò ke
Cò ke là nhạc cụ có cung kéo của dân tộc Mường. Nó có cần đàn làm bằng một đoạn tay tre uốn thẳng, cắm xuyên qua một đoạn tre rỗng suốt 2 đầu. Đầu trên của cần đàn có lỗ để cắm trục chỉnh dây. Phía trước của đoạn ống được bịt bằng một mảnh mo măng tre hoặc một tấm da ếch, da trăn hay da rắn, giúp ống trở thành bộ phận tăng âm.
Cò ke có 2 dây đàn bằng xơ dứa hoặc tơ tằm se, vuốt lá khoai. Người ta chỉnh 2 dây cách nhau 1 quãng bốn hoặc năm. Cung kéo là một miếng cật nứa được kéo cong lại bằng một túm xơ dừa hay lông đuôi ngựa. Cung kéo này nằm rời khỏi dây đàn, không bôi nhựa thông nhằm tăng thêm độ ma xát. Trước khi chơi nhạc cụ này, người ta nhúng túm xơ dừa hoặc lông đuôi ngựa vào nước. Trong lúc diễn, nếu thấy túm xơ dừa hay lông đuôi ngựa bị khô, họ nhổ nước bọt vào để làm ướt trở lại.
Âm thanh của cò ke không chuẩn vì dây mắc khá cao so với cần đàn, ngoài ra nó không có bộ phận chỉnh độ cao dây buông như ở đàn nhị.

## Đàn đá
Đàn đá là một nhạc cụ gõ cổ nhất của Việt Nam. Đàn được làm bằng các thanh đá với kích thước dài, ngắn, dày, mỏng khác nhau.

## Đao đao
Đao đao là nhạc cụ của cộng đồng dân tộc Khơ Mú sống tại Việt Nam.

## Đinh Đuk
Đinh Đuk là nhạc cụ hơi của vài dân tộc thiểu số ở Việt Nam. Nhìn chung, người Bâhnar gọi nhạc cụ này là đinh tuk; riêng người Bâhnar ở vùng Măng Giang gọi là "hi hơ", người Giơ Rai gọi là "đinh dương".

## Đuk đik
Đuk đik là nhạc cụ của người Giẻ Triêng. Nó là 1 ống tre dài 64 cm, đường kính 8 cm với đầu này có mấu kín, còn đầu kia được vát bớt để làm tay cầm và tạo âm theo cao độ mà người thiết kế mong muốn.

## Goong
Goong là loại đàn dây phổ biến trong một số dân tộc sống ở tỉnh Kom Tum và Gia Lai. Nó còn được gọi là Tinh Ninh (Ting Ning) hay Teng Neng (cách gọi của người Bâhnar vùng Măng Giang và An Khê - Gia Lai) hoặc Puội Brol như người Giẻ Triêng ở huyện Đák Giây, Kom Tum gọi.

## Goong đe
Goong đe là nhạc cụ có cấu tạo giống như đàn goong, phổ biến ở tỉnh Gia Lai, thường do người Bâhnar sử dụng.

## Hơgơr Prong
Hơgơr Prong là loại trống rất lớn, không định âm của các dân tộc ở Tây Nguyên. Người Bâhnar gọi nó là hơgơr tăk hoặc p'nưng, người Giơ Rai gọi là hơgơr prong hoặc hơge m'nâng, còn người Êđê gọi đơn giản là hơgơr. Tuy nhiên, loại trống này còn có một cái tên tượng thanh phổ biến là "đùng" (nhiều dân tộc gọi).

## Kèn lá
Kèn lá là nhạc cụ rất đơn giản, phổ biến trong các cộng đồng dân tộc ở Tây Bắc, có xuất xứ từ Trung Quốc. Người ta chỉ cần lấy 1 chiếc lá cây, cắt phần cuống, gấp đôi theo sống lá để có 1 chiếc kèn đơn sơ.

## Kềnh H'Mông (khèn Mèo)
Kềnh là nhạc cụ thổi hơi của dân tộc Hmong xuất xứ từ Trung Quốc, người Kinh gọi là khèn còn Trung Quốc gọi là lô sanh, vì thế kềnh H'Mông còn được gọi là khèn Mèo.

## Khèn bè
Khèn là cách gọi loại kềnh của một số dân tộc của Đông Nam Á. Loại ở đây giống như chiếc bè nên gọi là khèn bè. Ở Việt Nam, người Giẻ Triêng gọi là Đinh Duar còn người Xơ Đăng gọi là Đinh Khén, người Vân Kiều gọi là Khên.Riêng người Ta Ôi gọi là Khèn

## Khinh khung
Khinh khung là nhạc cụ thời tiền sử, vận hành bằng sức nước. Ở Việt Nam người Bâhnar gọi nhạc cụ này là khinh khung, còn người Giarai gọi là Goong klơng klơi.

## K'lông pút
K'lông put là nhạc cụ của một số dân tộc anh em ở Việt Nam. Người Giơ Rai gọi nó là Đinh pút, còn người Bâhnar ở vùng An Khê gọi là Đinh Pơl. Tuy nhiên cái tên K'lông pút đã trở nên quen thuộc với mọi người, dù ở trong hay ngoài nước.

## Knăh ring
Knăh ring là bộ chiêng 6 chiếc, sử dụng phổ biến trong cộng đồng dân tộc Giơrai và Bâhnar ở Việt Nam.

## K'ny (Kaní)
K’ny là nhạc cụ dây có cung vĩ của nhiều dân tộc sống ở vùng Bắc Tây Nguyên, Việt Nam, phổ biến rộng rãi trong cộng đồng Bahnar, Giơ Rai, Xê Đăng và Rơ Ngao...

## M'linh
M'linh là nhạc cụ tự thân vang khi lắc chúng. Nhạc cụ này là những cái chuông đồng nhỏ phổ biến trong cộng đồng dân tộc Dao và Mường.

## M’nhum
M’nhum là bộ chiêng của người Giơ Rai ở Việt Nam. Nó dùng để đánh khi uống rượu. Cái tên của nó đã nói lên điều này (M’nhum là "uống rượu" trong tiếng Giơ Rai).

## Môi
Đàn môi là từ người kinh ở Việt Nam gọi. Nó phổ biến hầu hết trong các cộng đồng dân tộc ở Việt Nam với nhiều tên gọi khác nhau. Trên thế giới nhiều nước cũng có đàn môi với tên gọi khác và chất liệu làm đàn cũng khác so với loại đàn môi ở Việt Nam.

## Pi cổng
Pi cổng là nhạc cụ hơi của nhiều dân tộc ở vùng Tây Bắc Việt Nam. Pi cổng là tên gọi theo tiếng Thái.

## Pí đôi
Pí đôi là tên gọi theo tiếng Thái. Nhạc cụ này phổ biến trong cộng đồng người Thái đang sinh sống ở Việt nam.

## Pí lè
Pí lè là tên gọi theo tiếng Thái - Tày để chỉ nhạc cụ hơi có dăm kép.

## Pí một lao
Pí một lao là nhạc cụ hơi phổ biến ở vùng Tây Bắc, Việt Nam. Tên nhạc cụ này xuất phát từ tiếng Thái, nhưng ngoài người Thái còn có người Kháng, người La Ha và Kha Mú sử dụng nhạc cụ này.

## Pí pặp
Pí pặp là nhạc cụ hơi phổ biến ở cộng đồng người Thái, Việt Nam. Nó là một ống nứa dài từ 30 đến 40 cm, đường kính nho hơn hoặc bằng 1 cm.

## Pí phướng
Pí phướng là nhạc cụ hơi của nhiều dân tộc ở vùng Tây Bắc Việt Nam. Cái tên nhạc cụ này xuất phát từ tiếng Thái.

## Pơ nưng Yun
Đây là loại trống vừa của người Bâhnar sinh sống ở Việt Nam. Người Gia Rai gọi nó là hơgơr ching arăp, người Mnâm gọi là hơgơr cân, người Hà Lang gọi là hơgơr tuôn, còn người Rơ năm gọi là Hơ huôl. Nhiều dân tộc Tây Nguyên còn gọi nó bằng 1 từ tượng thanh là "đơng".

## Púa
Púa là nhạc cụ hơi, xuất phát từ tiếng H’Mông. Người H’Mông và Lôlô sống tại Việt Nam sử dụng phổ biến nhạc cụ này.

## Rang leh
Rang leh là nhạc cụ môi hơi phổ biến rộng rãi trong các cộng đồng dân tộc ở vùng Tây Nguyên, Việt Nam. Người Stră gọi nó là rôông gui, người Ca dong gọi là pôper, người Giơ Rai gọi là rang leh, còn người Việt gọi là đàn môi (xem mục đàn môi).

## Rang rai
Rang rai là một loại chũm chọe phổ biến trong nhiều cộng đồng dân tộc anh em ở Việt Nam, đặc biệt là người Bâhnar và Giơ Rai thường sử dụng nhạc cụ này.

## Sáo H'Mông (sáo Mèo)
Đây là nhạc cụ của người H’Mông ở miền Bắc Việt Nam nhưng xuất xứ từ Trung Quốc. Nó thường được sử dụng độc tấu trước đây, nhưng giờ cũng kết hợp trong hoà tấu.

## Ta in
Ta in là nhạc cụ dây của dân tộc Hà Nhì, tỉnh Lai Châu Lào Cai, Việt Nam. Nó có cần đàn bằng gỗ rắn, bộ phận tăng âm bằng gỗ, hình chữ nhật có 4 cạnh vuốt tròn.

## Ta lư
Ta lư là nhạc cụ dây, phổ biến rộng rãi trong cộng đồng dân tộc Vân Kiều ở các tỉnh Quảng Bình, Quảng Trị, Việt Nam.

## Ta pòl
Ta pòl là nhạc cụ của ngưởi Bâhnar, nhưng phổ biến trong nhiều cộng đồng dân tộc ở Tây Nguyên, Việt Nam. Người Giarai gọi nó là đinh bút hoặc đinh pơng, người Rơ Năm gọi là pang bôông, còn người Brâu gọi là đinh pu. Ngoài ra nó còn nhiều tên gọi khác tùy theo ngôn ngữ của những dân tộc Tây Nguyên.

## Tính tẩu
Tính tẩu là nhạc cụ gảy dây được dùng phổ biến ở một số dân tộc miền núi tại Việt Nam như Thái, Tày … Ở vài vùng thuộc Trung Quốc, Lào, và Thái Lan người ta nhận thấy cũng có nhạc cụ này.

## Tol alao
Tol alao là một loại đàn cổ sơ của người Bâhnar sinh sống ở Việt Nam. Nhạc cụ này cũng được người Ca dong sử dụng và gọi là tol alao như người Bâhnar. Đây là loại đàn dành riêng cho nữ giới. Các cô gái thường đánh cho các chàng trai thưởng thức.

## Tông đing
Tông đing là nhạc cụ gõ của dân tộc Bâhnar sinh sống ở Việt Nam. Người Giơ Rai cũng thường sử dụng nhạc cụ này với tên gọi là Teh ding. Người Ca dong gọi là Goong teng leng (teng leng là đánh ở trên).

## Tơ đjếp
Tơ đjếp là nhạc cụ hơi có lưỡi gà rung tự do, phổ biến ở một số dân tộc vùng Tây Nguyên Việt Nam.

## Tơ nốt
Tơ nốt là nhạc cụ hơi của người Bâhnar có quan hệ mật thiết với các nhạc cụ săn bắn. Nó là nhạc cụ mang tính chiến đấu. Ngày xưa người ta dùng nó để báo tin cho cộng đồng biết đang có việc quan trọng. Ngày nay nhiều dân ở Tây Nguyên sử dụng nhạc cụ này.

## T’rum
T’rum là bộ cồng 3 chiếc có núm của người Giơ rai sống ở Tây Nam Pleiku, Việt Nam. Mỗi chiếc có kích cỡ và tên gọi khác nhau.

## T'rưng
Đàn t'rưng là loại nhạc cụ gõ phổ biến ở vùng Tây Nguyên, đặc biệt là đối với dân tộc Giơ Rai và Bâhnar. Cái tên "t'rưng" xuất phát từ tiếng Giơ Rai, lâu ngày trở nên quen thuộc với mọi người.

## Vang
Vang là 3 bộ chiêng ba chiếc dành riêng cho Vua Lửa (Pơtau Pui) trong cộng đồng dân tộc Giơ Rai vài dân tộc khác ở Việt Nam.